# 打ち身
打ち身（うちみ）とは、医学用語である挫傷（ざしょう）の俗称。打撃、捻転、運動などの外力により身体内部の軟部組織が損傷したもので、体表に創がないもの。打撲、打撲傷とも。一般的には痣（あざ）とも呼ばれることも多いが、痣は外傷によるものと先天的なものを区別しない。
初期には内出血による患部の腫れ、および発熱を起こし、熱が引いた後でも患部に負荷が掛かるとひどい痛みを伴うことがある。程度や体質にもよるが、軽傷の場合は1週間ほどで自然に治癒することが多いが、高エネルギー外傷であった場合は命に関わることもある。

## 対処法
- 患部の内出血を抑えるためにまず冷やす。
- 皮膚に傷があった時は患部を洗った後、消毒してから冷やす。
- 痛み、腫れが止まったら、内出血の吸収を促進させるため温湿布や蒸しタオル、懐炉などで患部を温める。
- 患部が腹部、胸部のもの、あるいは手足であっても重度のものは骨、内臓に影響があることが考えられるため早期に病院で診察を受ける事。
- 痛みが取れない場合はなんらかの障害が考えられるため、病院へ行く事。
- 頭を打った時は頭を高くして寝かせるとよい（なるべく頭を動かさないように）。

一般的に整（接）骨院で行われるアイシングや温熱療法で見られるように下顎や腕、足の打撲では、3日間冷やし、その後は温めるのが基本治療の目安である。最初に冷やすのは内出血を抑えるために血管を収縮させ痛みを和らげること、症状にもよるが3日程度で治癒傾向に転じるので、その後は温めて血管を膨張させ血流を促すと治りがよいという考えに基づく。アイシング治療では氷を使用するが、家庭で行う軽傷の場合は必須というわけではなく冷たくしたタオルでもよい。
事故などの負傷者は病院や診療所において理学療法士が医師の診断に基づいて他治療と並行して行う事も多くある。整形外科と接骨院の取り扱い疾患の差異は法律も関わり煩雑であるが、アイシング治療、温熱療法ともども医療行為ないし代替医療であり、日本では健康保険の適用がある。